# Joachim Witthöft
Joachim Witthöft (* 23. September 1887 in Marienwerder; † 7. Juli 1966 in Dalheim-Rödgen) war ein deutscher General der Infanterie der Wehrmacht im Zweiten Weltkrieg.

## Leben
Am 12. März 1906 trat Witthöft als Fahnenjunker in die Preußische Armee und diente im 3. Thüringischen Infanterie-Regiment Nr. 71. Nach dem Besuch der Kriegsschule mit Patent vom 14. Februar 1906 zum Leutnant befördert, war er an der Unteroffizierschule Biebrich und nach deren Umzug nach Wetzlar dort als Ausbilder tätig. Nach dem Ersten Weltkrieg wurde er am 17. Januar 1920 als Hauptmann aus dem Militärdienst verabschiedet. Er ging zur Polizei, in der er vom Major zum Oberst aufstieg.
Am 1. April 1936 als Oberst in das Heer der Wehrmacht übernommen, wurde Witthöft am 6. Oktober 1936 Kommandeur des Infanterie-Regiments 6 in Lübeck und zwei Jahre später Kommandeur des Infanterie-Regiments 26 in Düsseldorf. Zum 1. Oktober 1938 wurde er zum Generalmajor befördert. Bei der Mobilmachung für den Zweiten Weltkrieg im Sommer 1939 wurde er am 26. August 1939 Kommandeur der neuen 86. Infanterie-Division. Diese bezog Stellungen an der Westfront (in der Eifel), wo während des Sitzkrieges  beide Seiten militärisch weitgehend passiv blieben. Witthöft führte sie ab dem 10. Mai 1940 im Westfeldzug und blieb mit ihr nach der faktischen Kapitulation Frankreichs bis zum Sommer 1941 als Besatzungstruppe in Frankreich.
Seit 1. Oktober 1940 Generalleutnant, führte Witthöft ab Juli 1941 seine Division im Ostfeldzug bei der Heeresgruppe Mitte und wurde am 14. Dezember 1941 mit dem Ritterkreuz des Eisernen Kreuzes ausgezeichnet. Anfang 1942 mit der Führung vom XXVII. Armeekorps in Mittelrussland beauftragt und am 1. März 1942 zum General der Infanterie befördert, wurde er Kommandierender General des XXVII. Armeekorps. Am 30. Juni 1942 gab er sein Kommando an Generalmajor Walter Weiß ab und wurde in die Führerreserve versetzt. Am 21. Juli 1942 wurde er Kommandierender General der Sicherungstruppen und Befehlshaber Heeresgebiet B. Im Februar 1943 wurde er durch die Umbenennung des Stabes zum Befehlshaber Heeresgebiet Süd ernannt.
Seit dem 26. August 1943 war Witthöft als Nachfolger von Valentin Feurstein für die Gegenmaßnahmen im Fall Achse verantwortlich. Er befahl am 10. September 1943, „dass die Erlaubnis, die eigene Ausstattung aus Beständen der italienischen Armee aufzufüllen, in keinem einzigen Fall zu Plünderungen oder die Ehre des deutschen Soldaten befleckenden Übergriffen Einzelner führen dürfte“. Außerdem sollten den italienischen Kriegsgefangenen alle vertretbaren Erleichterungen gewährt werden. Im Oktober 1943 wurde Witthöft zum Militärbefehlshaber Oberitalien ernannt.
Drei Tage nach dem gescheiterten Anschlag auf Adolf Hitler vom 20. Juli 1944 offenbarte sich Gerd von Tresckow seinem Vorgesetzten Witthöft als Mitwisser der Verschwörung. Er wurde am 27. Juli in Bologna verhaftet, in das Zellengefängnis Lehrter Straße nach Berlin gebracht und von Mitgliedern des Reichssicherheitshauptamtes gefoltert.
Er versuchte am 6. September 1944, sich die Pulsadern aufzuschneiden, und starb eine Stunde später im Staatskrankenhaus der Polizei an Herzversagen aufgrund einer Vorschädigung.
Von Mai bis September 1944 war Joachim Witthöft Befehlshaber Venezianische Küste. Nach sieben Monaten in der Führerreserve wurde er am 16. März 1945 zum Sonderbeauftragten beim Oberbefehlshaber West und im April 1945 zum Kommandierenden General des Generalkommandos „Witthöft“ ernannt. Dieses führte er unter Generalfeldmarschall Ernst Busch in der Lüneburger Heide bis zur Kapitulation am 8. Mai 1945.
Die British Army wies ihm am 11. Mai 1945 für einige Monate die Verantwortung für Sicherheit und Ordnung im Sperrgebiet G zu.